# Corydon (Indiana)
Corydon – miasto w Stanach Zjednoczonych, w stanie Indiana, siedziba administracyjna hrabstwa Harrison.